# Dolophones testudinea
Dolophones testudinea là một loài nhện trong họ Araneidae.
Loài này thuộc chi Dolophones. Dolophones testudinea được Ludwig Carl Christian Koch miêu tả năm 1871.